# بيرو دوجموفيتش
بيرو دوجموفيتش مواليد 14 نوفمبر 1977 في موستار، جمهورية يوغوسلافيا الاشتراكية الاتحادية، هو لاعب كرة سلة كرواتي معتزل. بدأ مسيرته الاحترافية في سنة 1996. يبلغ طوله 6 قدم 6.5 بوصة (2.0 م). اعتزل اللعب في 2009.

## المسيرة الاحترافية
لعب مع نادي أوليمبيا لكرة السلة في موسم 2002–2003، ثم لعب مع فنربخشة لكرة السلة في الدوري التركي في سنة 2003، ثم لعب مع نادي أوليمبيا لكرة السلة في موسم 2003–2004، ثم لعب مع سبيرو شارلوروا من سنة 2004 إلى 2006، ثم لعب مع شوليه باسكت في الدوري الفرنسي في سنة 2006، ثم لعب مع نادي سيدفيتا لكرة السلة من سنة 2006 إلى 2008.